# Polideukes (księżyc)
Polideukes (Saturn XXXIV) – księżyc Saturna, odkryty 24 października 2004 roku na zdjęciach przesłanych przez sondę Cassini. Jego nazwa pochodzi od imienia Polideukesa, który był herosem i bliźniaczym bratem Kastora w mitologii greckiej.
Polideukes porusza się po tej samej orbicie co Dione, w punkcie Lagrange’a L5 na orbicie tego księżyca, jest więc tzw. księżycem trojańskim.